# Archaeomaene
Archaeomaene es un género extinto de peces osteíctios prehistóricos de la familia Archaeomaenidae. Este género marino fue descrito científicamente por Woodward en 1895.

## Especies
Clasificación del género Archaeomaene:
- † Archaeomaene Woodward 1895
  - † Archaeomaene robustus Woodward 1895
  - † Archaeomaene tenuis Woodward 1895